# Dedo quebrado
Um dedo quebrado, também conhecido como uma fratura de dedo, é uma fratura óssea que afeta um dos três ossos do dedo ou dois ossos do dedão. Os sintomas podem incluir dor, inchaço, hematoma, deformidade, e redução na habilidade em mover o dedo. Complicações podem incluir dor prolongada, rigidez e função diminuída.
A causa geralmente é uma lesão traumática, tais como um golpe direto, esmagamento, ou corte. Isso pode ocorrer durante uma queda ou por lesão esportiva. Fraturas patológicas, de uma infecção or um tumor, são menos comuns. O diagnóstico é geralmente baseado em raios-X. O exame deve incluir a procura de sobreposição entre os dedos.
O tratamento pode incluir a tala de dedo fixo, imobilização, ou cirurgia. De forma geral, a cirurgia não é necessária para fraturas estáveis que não involvem as juntas, fraturas segmentares, e dedo em martelo. Fraturas instáveis, aquelas que involvem uma junta, ou aquelas com problemas de tendão, podem precisar de cirurgia. A cirurgia pode incluir a colocação de um fio-K. Os resultados são geralmente bons. Um dedo quebrado é relativamente comum, afetando cerca de 1 em cada 10.000 pessoas ao ano nos Estados Unidos. Os homens são mais comumente afetados do que as mulheres.